# Alberto Eugenio
Alberto Eugenio (Cañete, Perú; 14 de agosto de 1958 - 7 de diciembre de 2014) fue un futbolista peruano. Desempeñó como centrodelantero. Fue hermano del futbolista Samuel Eugenio, yerno del futbolista Adelfo Magallanes Campos, y padre del también futbolista Víctor Eugenio Ormeño.

## Trayectoria
Se inició en el Club Atlético Chalaco. Luego pasó al Club Centro Deportivo Municipal.
Después de retirado del futbol continuó sus labores en la Marina de Guerra del Perú. Falleció mientras jugaba un partido en la ciudad de Chorrillos en Lima.

## Clubes
| Club                            | País | Temporada |
| ------------------------------- | ---- | --------- |
| Club Grumete Medina             | Perú | 1979      |
| Club Atlético Chalaco           | Perú | 1980-1983 |
| Club Centro Deportivo Municipal | Perú | 1984-1989 |
| Club Deportivo Bella Esperanza  | Perú | 1991      |
| Meteor Lawn Tennis              | Perú | 1992      |